# دييغو نوبوا
دييغو دي نوبوا إي أرتيتا (15 أبريل 1789 في غواياكيل - 3 نوفمبر 1870)  سياسي إكوادوري، كان رئيس الإكوادور من 8 ديسمبر 1850 إلى 26 فبراير 1851 (مؤقت) ومن 26 فبراير 1851 إلى 17 يوليو 1851. كان رئيسًا لمجلس الشيوخ في عامي 1839 و1848.

## حياته السياسية
في عام 1832 شغل نوبوا منصب الوزير الإكوادوري المفوض وكان شخصية بارزة في إبرام معاهدة الصداقة مع بيرو.  
وبحلول عام 1845 اشترك نوبوا، إلى جانب الإكوادوريين خوسيه خواكين دي أولميدو وفيسينتي رامون روكا، في تأسيس حركة مارسيستا (مارس)، التي استمدت أفكارها من إعلان الاستقلال الأمريكي، وقاموا بالإطاحة بالرئيس الحاكم.  وأما روكا الذي أصبح رئيسًا من عام 1845 إلى عام 1849، انخرط في صراع آخر على السلطة مع نوبوا. 
ومن عام 1849 إلى عام 1851، أدى التنافس السياسي بين نوبوا وشخصيتين أخريين هما مانويل دي أسكاثوبي وأنطونيو إليزالدي، إلى حرب أهلية.  ووُصف كل من نوبوا وإليزالدي بأنهما جمهوريان يدعمان الديمقراطية والحرية بينما فضل أسكاثوبي سياسات أكثر استبدادية.  وأدى هذا الصراع إلى صعود الجنرال خوسيه ماريا أورفينا، الذي سيطر في عام 1851 على السياسة الإكوادورية من خلال رئاسته (1852-1860) وكان له تأثير على فترة رئاسة الجنرال فرانسيسكو روبليس. 

## أحفاده
ونوبوا الجد الأكبر لجوستافو نوبوا بيخارانو، الذي أصبح أيضًا رئيس الإكوادور (2000) ونائب الرئيس في عهد جميل معوض. 